# ليلي ماي
ليلي ماي (بالإنجليزية: Lily Mae)‏ هي مغنية مؤلفة أمريكية، ولدت في 23 مايو 1996 في مقاطعة باكز في الولايات المتحدة.

## وصلات خارجية
- الموقع الرسمي